# Guillermo Rigondeaux
Guillermo Rigondeaux Ortíz est un boxeur cubain né le 30 septembre 1980 à Santiago de Cuba.

## Carrière
Champion olympique et champion du monde amateur des poids coqs en 2000 et 2001, il réédite l'exploit en 2004 et 2005. Son palmarès amateur est de 243 victoires contre 4 défaites. Il a aussi remporté 7 fois de suite le titre de champion de Cuba entre 2000 et 2006 ainsi que la médaille d'or aux Jeux panaméricains de Saint-Domingue en 2003.

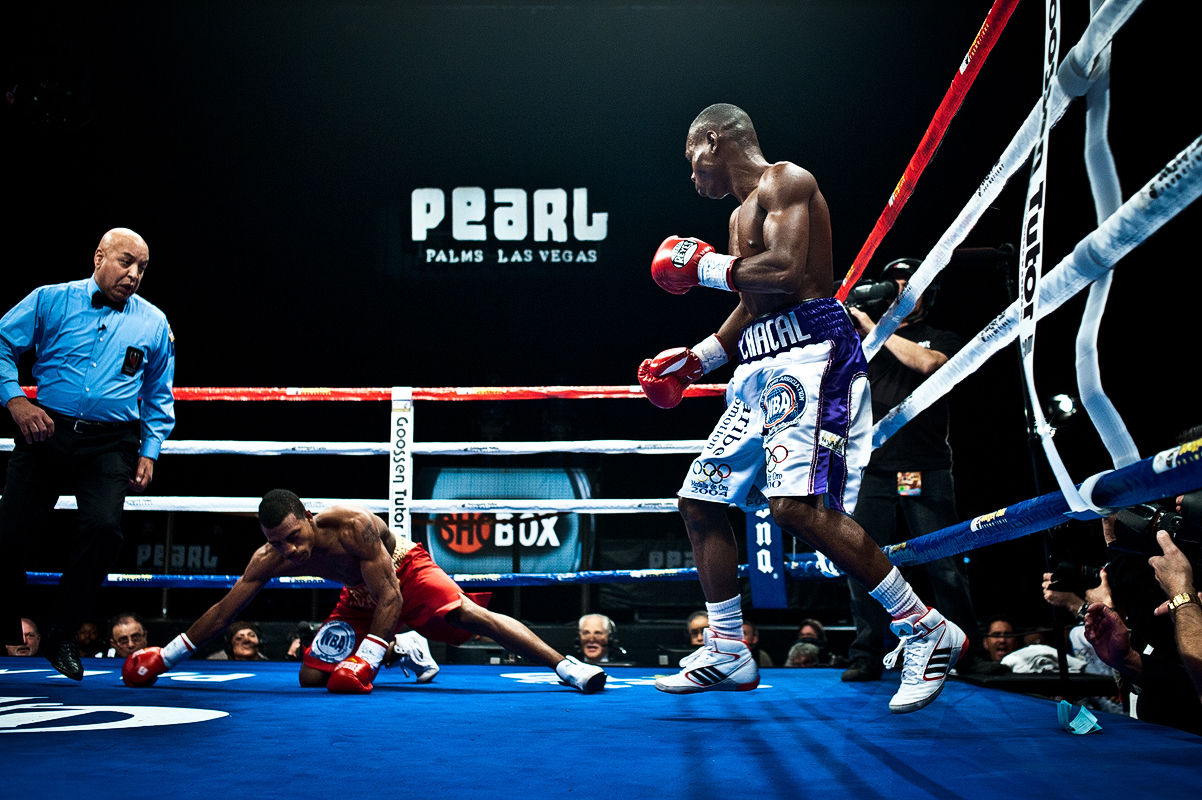
Rico Ramos à terre contre Guillermo Rigondeaux le 20 janvier 2012

Rigondeaux fuit son pays en juillet 2007 à l'occasion des Jeux panaméricains organisés à Rio, s'installe à Miami puis passe professionnel en 2009.
Il remporte dès son 3e combat le titre de champion d'Amérique du Nord NABA des super-coqs en battant à la 3e reprise Giovanni Andrade le 18 septembre 2009 et devient champion du monde WBA de la catégorie le 20 janvier 2012 après sa victoire par KO au 6e round face à l'américain Rico Ramos. Il conserve ensuite sa ceinture en battant Teon Kennedy par arrêt de l'arbitre au 5e round le 9 juin 2012 puis Robert Marroquin aux points le 15 septembre 2012.
Guillermo affronte le très bon philippin Nonito Donaire, champion WBO de la catégorie, le 13 avril 2013 à New York. Malgré avoir été compté à la 10e reprise, il s'impose aux points à l'unanimité des juges puis conserve son titre largement aux points face à Joseph Agbeko le 7 décembre 2013 puis dès la première reprise contre Sod Kokietgym le 19 juillet 2014.
Le 31 décembre 2014, il bat à Osaka Hisashi Amagasa par abandon au 11e round malgré deux passages au tapis dans la 7e reprise, puis il est destitué par la WBA et la WBO en octobre 2015. Pour une raison inconnue, la WBA lui restitue son titre, et le Cubain remet son titre en jeu le 16 juillet 2016, contre le Britannique James Dickens et le bat par KO technique en brisant la mâchoire de son adversaire au 2e round. Le 17 juin 2017, il conserve son titre aux dépens de Moises Flores par KO tout à la fin du premier round. Le résultat est changé en no contest quelques jours plus tard, le coup ayant mis KO Flores ayant été porté après le gong. Rigondeaux affronte le 9 décembre 2017 Vasyl Lomachenko pour un combat entre deux anciens doubles champions olympiques. Pour l'occasion, le Cubain monte de deux catégories de poids mais il s'incline face au champion WBO des super-plumes par abandon au 6e round. Son titre des super-coqs sera par ailleurs déclaré vacant par la WBA. Le 14 août 2021, Rigondaux affronte le champion WBO des poids coqs, John Riel Casimero. Il est à nouveau battu, cette fois aux points.

### Parcours auxJeux olympiques
Jeux olympiques d'été de 2000 à Sydney (poids coqs) :
- Bat Moez Zemzeni (Tunisie) par KO à la 1re reprise
- Bat Kazumasa Tsujimoto (Japon) par arrêt de l'arbitre à la 3e reprise
- Bat Agasi Agaguloglu (Turquie) 14-5
- Bat Clarence Vinson (États-Unis) 18-6
- Bat Raimkul Malakhbekov (Russie) 18-12

 Jeux olympiques d'été de 2004 à Athènes (poids coqs) :
- Bat Liu Yuan (Chine) 21-7
- Bat Mehar Ullah (Pakistan) par arrêt de l'arbitre à la 3e reprise
- Bat Gennady Kovalev (Russie) 20-5
- Bat Bahodirjon Sooltonov (Ouzbékistan) 27-13
- Bat Worapoj Petchkoom (Thaïlande) 22-13

### Parcours enchampionnats du monde
Championnats du monde de boxe amateur 2001 à Belfast (poids coqs) :
- Bat Kazumasa Tsujimoto (Japon) par arrêt de l'arbitre à la 2e reprise
- Bat Reidar Walstad (Norvège) par arrêt de l'arbitre à la 2e reprise
- Bat Artur Mikaelian (Grèce) 24-8
- Bat Sergey Danilchenko (Ukraine) 15-6
- Bat Aghasi Mammadov (Turquie) 30-24

 Championnats du monde de boxe amateur 2005 à Mianyang (poids coqs) :
- Bat Vladislav Sokolov (Lituanie) par abandon au 2e round
- Bat Ougonchulun Batkhuu (Mongolie) par arrêt de l'arbitre
- Bat Bahodirjon Sooltonov (Ouzbékistan) par arrêt de l'arbitre à la 3e reprise
- Bat Ali Hallab (France) 37-23
- Bat Rustamhodza Rahimov (Allemagne) 19-9